# Vertrag zwischen der Bundesrepublik Deutschland und der Volksrepublik Polen über die Grundlagen der Normalisierung ihrer gegenseitigen Beziehungen

Zeitliche Übersicht der Ostverträge, 1963–1973

Der Vertrag zwischen der Bundesrepublik Deutschland und der Volksrepublik Polen über die Grundlagen der Normalisierung ihrer gegenseitigen Beziehungen (Warschauer Vertrag) ist ein bilateraler Vertrag zwischen der Bundesrepublik Deutschland und der Volksrepublik Polen. Der Vertrag wurde am 7. Dezember 1970 unterschrieben und am 17. Mai 1972 vom Deutschen Bundestag ratifiziert (BGBl. 1972 II S. 362 ff.).

## Verhandlungen
Von polnischer Seite wurden in der zweiten Hälfte der 1950er Jahre erste Vorstöße zur Aufnahme diplomatischer Beziehungen mit der Bundesrepublik Deutschland unternommen, ohne dass man in der Bundesrepublik darauf eingegangen wäre. Ein Abkommen über den Austausch von Handelsvertretungen von 1963 ging dann auf deutsche Initiative zurück. Die polnische Seite machte weitergehende Vereinbarungen von der Klärung der Grenzfragen abhängig. Das Angebot zur Aufnahme diplomatischer Beziehungen lehnte Polen 1967 ab. Im Jahr 1969 schlug Władysław Gomułka Verhandlungen über die Anerkennung der Oder-Neiße-Grenze vor. Bald nach der Bildung der sozialliberalen Regierung begannen Verhandlungen zu Gewaltverzichtserklärungen mit Polen und der Sowjetunion. Ab Februar 1970 fanden in Warschau mehrere Gesprächsrunden statt. Diese mündeten in die konkreten Vertragsverhandlungen vom November 1970 ein.
Der Vertrag wurde schließlich von Bundeskanzler Willy Brandt und dem polnischen Ministerpräsidenten Józef Cyrankiewicz sowie den Außenministern beider Länder (Walter Scheel und Stefan Jędrychowski) unterzeichnet.

## Inhalt
Das Abkommen war auf bundesdeutscher Seite einer der Ostverträge, mit denen im Rahmen der „Neuen Ostpolitik“ eine Entspannungspolitik betrieben wurde. Tatsächlich heißt der Warschauer Vertrag im Ganzen: Vertrag zwischen der Bundesrepublik Deutschland und der Volksrepublik Polen über die Grundlagen der Normalisierung ihrer gegenseitigen Beziehungen.
Darin sicherte die Bundesrepublik die auf der Potsdamer Konferenz zwischen den Hauptsiegermächten vereinbarte Oder-Neiße-Linie faktisch als Westgrenze Polens zu, indem beide Länder bekräftigten, dass ihre Grenzen unverletzlich sind. Sie verpflichten sich, keine Gebietsansprüche zu erheben, und bekennen sich zur Gewaltfreiheit im Sinne der Vereinten Nationen.
Grundlage der Beziehung ist die Charta der Vereinten Nationen.
Um zu signalisieren, dass der Vertrag die Rechte der ehemaligen Alliierten in Bezug auf Deutschland als Ganzes und auf Berlin nicht berühren würde, da ein Friedensvertrag noch ausstehe, kam es im Vorfeld des Vertragsabschlusses zu einem Notenwechsel der deutschen Bundesregierung mit den westlichen Alliierten Frankreich, Großbritannien und den USA. Dieser Notenwechsel wurde am 20. November der polnischen Regierung zur Kenntnis gebracht. Darin wurde festgestellt, dass die Bundesregierung „nur für die Bundesrepublik“ handle und die Rechte der Siegermächte nicht berührt würden. So ist der Vorbehalt der endgültigen Regelungen der Grenzen durch einen Friedensvertrag formell gewahrt worden. Im Gegenzug sagte die polnische Regierung zu, in einem begrenzten Umfang aus humanitären Gründen Personen, die als deutsche Volkszugehörige betrachtet werden müssten, ausreisen zu lassen.

## Politische Umsetzung
Am Tage der Unterzeichnung kniete Brandt vor dem Denkmal der Helden des Ghettos nieder. Diese Geste ging als Kniefall von Warschau in die Geschichte ein. Noch in Warschau begründete Willy Brandt seine Politik in einer Fernsehrede. Darin äußerte er, dass der Vertrag nichts preisgebe, was „nicht längst verspielt worden sei“, und zwar nicht von denen, die in der Bundesrepublik Verantwortung trügen, „sondern von einem verbrecherischen Regime, dem Nationalsozialismus.“
Innenpolitisch war der Warschauer Vertrag höchst umstritten. Die Möglichkeit eines Vertrages mit der VR Polen war in der deutschen Öffentlichkeit deutlich umstrittener als der zuvor abgeschlossene Moskauer Vertrag. Insbesondere die Heimatvertriebenen wehrten sich gegen eine mögliche Anerkennung der Oder-Neiße-Linie. Aber zwischen 1967 und März 1970 ging in Umfragen die Zahl der Vertragsgegner von 35 auf 25 % zurück. Dennoch hatte die Regierung Brandt-Scheel noch immer mit einer bedeutenden Minderheit im Land zu rechnen.
Die CDU/CSU-Opposition warf Bundeskanzler Willy Brandt vor, dass er deutsche Interessen preisgebe und die Bundesrepublik vor Abschluss eines Friedensvertrages gar nicht berechtigt sei, auf die Gebiete östlich der Oder-Neiße-Linie zu verzichten.
Auch im Zusammenhang mit der Debatte um die Ostverträge wechselten Abgeordnete wie Herbert Hupka aus dem Regierungslager zur Opposition. Die Regierung überstand nur knapp am 27. April 1972 ein konstruktives Misstrauensvotum. Es begannen Verhandlungen zwischen Regierung und Opposition insbesondere über die Haltung zu den Ostverträgen. Eine geplante Entschließung des Bundestages kam der Opposition entgegen. Darin hieß es, dass der Vertrag eine friedensvertragliche Regelung nicht vorwegnehme, da eine einvernehmliche Änderung der Grenzen möglich sei. In der Union gab es führende Politiker wie Rainer Barzel oder Richard von Weizsäcker, die vor diesem Hintergrund für eine Zustimmung waren. Andere wie Franz Josef Strauß und die meisten Vertriebenenpolitiker waren strikt dagegen. Bei der Abstimmung über die Ostverträge enthielten sich daher die meisten CDU- und CSU-Abgeordneten der Stimme. Gegen den Warschauer Vertrag stimmten nur 17 Abgeordnete. Insofern hat die Mehrheit der Opposition die Ratifizierung der Verträge zumindest nicht verhindert; die gemeinsame Erklärung des Bundestages wurde fast einstimmig verabschiedet. Auch im Bundesrat enthielten sich die unionsregierten Länder der Stimme. Am 3. Juni 1972 nach der Ratifizierung des Moskauer und Warschauer Vertrages durch die UdSSR und Polen traten die Verträge in Kraft. Am selben Tag nahmen die Bundesrepublik und Polen diplomatische Beziehungen auf.
Die polnische Regierung unter Władysław Gomułka hoffte, dass der außenpolitische Erfolg dieses Vertrags die Bevölkerung von innenpolitischen Problemen ablenken würde, und erhöhte die Preise für Konsumgüter kurz darauf um bis zu 38 %. Die Erwartungen erfüllten sich jedoch nicht. Stattdessen kam es bald danach zum Aufstand vom Dezember 1970.

## Weitere Entwicklung
Nach der deutschen Wiedervereinigung schlossen Deutschland und Polen am 14. November 1990 mit dem deutsch-polnischen Grenzvertrag einen völkerrechtlichen Vertrag, in dem sie die Oder-Neiße-Grenze endgültig festlegten: Die Vertragsparteien bestätigten sie als „unverletzliche“ Grenze zwischen beiden Staaten und verzichteten mithin auf künftige Gebietsansprüche.